# Liste der Gerichtsbezirke in Salzburg
Diese Liste der Gerichtsbezirke in Salzburg listet alle bestehenden Gerichtsbezirke sowie die ehemaligen Gerichtsbezirke im Bundesland Salzburg auf.

## Geschichte
Die heute bestehenden Gerichtsbezirke gehen auf das Jahr 1850 zurück. Zunächst mussten mit einem Erlass des k.k. Oberlandesgerichtes Linz vom 10. Mai 1850 die bisherigen landesfürstlichen und Patrimonial-Gerichte die Justizgeschäfte den neu bestellten landesfürstlichen Gerichten unterstellen.
Am 4. Juli 1850 wurden mit einem weiteren Erlass des Oberlandesgerichtes 70 Gerichtsbezirke für die Bundesländer Oberösterreich und Salzburg festgelegt. Dem Landesgericht Salzburg wurden dabei neben den 22 Gerichtsbezirken im heutigen Bundesland Salzburg auch der Gerichtsbezirk Mondsee und die vier Gerichtsbezirke des heutigen Bezirks Braunau unterstellt.
Die Einteilung der Bezirke in Salzburg wurde jedoch bereits 1854 geändert, wobei die Gerichtsbezirke Goldegg und Großarl aufgelöst wurden.
Auch für die Stadt Salzburg und die umgebenden Gemeinden wurden die 1850 gegründeten Bezirksgerichte Salzburg I. Sektion (für die Stadt Salzburg) bzw. Salzburg II. Sektion (für Salzburg-Umgebung) noch im 19. Jahrhundert zusammengelegt.
Die Gerichtsbezirke Thalgau, Lofer und St. Michael wurden im Zuge der Trennung der politischen von der judikativen Verwaltung per 28. Februar 1867 aufgelöst.

Bereits im Herbst 1869 wurde diese Maßnahme teilweise rückgängig gemacht,
die „wiedererrichteten Gerichtsbezirke Lofer, St. Michael und Thalgau … haben ihre Amtswirksamkeit mit 1. Jänner 1870“ begonnen.
Zu dauerhaften Auflösungen von Gerichtsbezirken kam es erstmals wieder 1923 mit der Schließung der Bezirksgerichte Golling, Lofer und Mattsee,
1962 wurde der Gerichtsbezirk Sankt Michael aufgelöst.
Zur größten bisherigen Welle von Bezirksgerichtsschließungen kam es schließlich durch die 2002 beschlossene „Bezirksgerichte-Verordnung Salzburg“, durch die 2003 die Gerichtsbezirke Abtenau, Gastein, Sankt Gilgen, Taxenbach und Werfen sowie 2005 die Gerichtsbezirke Mittersill und Radstadt aufgelöst wurden.
Am 1. Juli 2017 wurde der Gerichtsbezirk Saalfelden aufgelassen und alle betroffenen Gemeinden dem Gerichtsbezirk Zell am See zugewiesen. Damit umfasst dieser den gesamten Bezirk Zell am See.
Mit 1. März 2023 wurden die bisherigen Bezirksgerichtssprengel Neumarkt, Oberndorf und Thalgau aufgelöst und in einem zentralen Bezirksgericht am neuen Standort Seekirchen am Wallersee zusammengefasst. Zu diesem wurden auch die bisher zum Gerichtsbezirk Salzburg gehörenden Gemeinden Elixhausen und Hallwang umgegliedert.

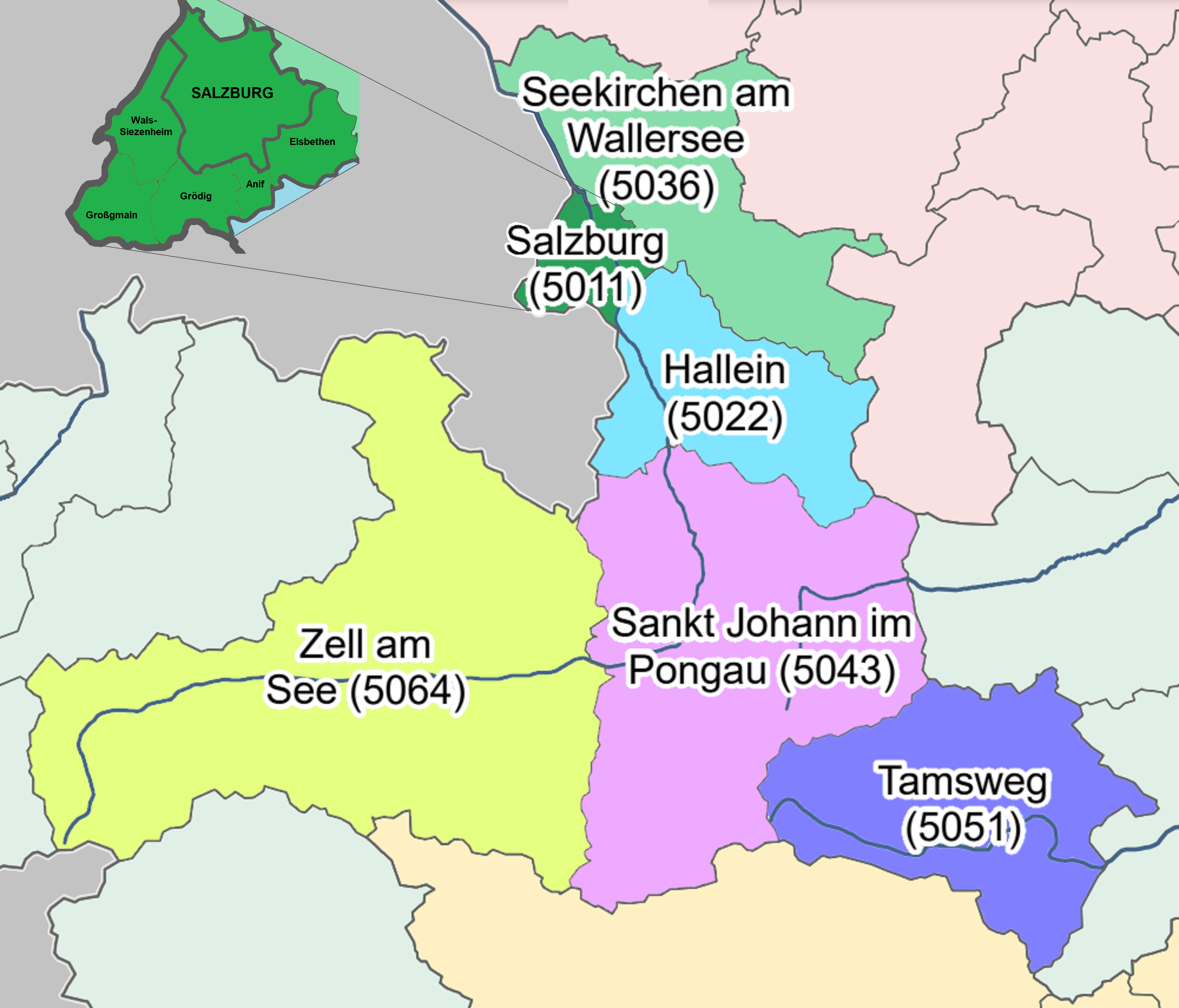
Salzburger Gerichtsbezirke (Stand: 1. März 2023)

## Gerichtsbezirke

### Bestehende Gerichtsbezirke
Alle Bezirksgerichte im Land Salzburg unterstehen dem Landesgericht Salzburg.
Die Tabelle enthält im Einzelnen folgende Informationen:
| GRKZ:               | Gerichtsbezirkskennziffer (lt. Statistik Austria)                                                   |
| Gerichtsbezirk:     | Name des Gerichtsbezirkes                                                                           |
| Politischer Bezirk: | Politische(r) Bezirk(e), in dem der Gerichtsbezirk liegt                                            |
| Bevölkerung:        | Zahl der gemeldeten Bewohner mit Hauptwohnsitz im jeweiligen Gerichtsbezirk (Stand: 1. Jänner 2024) |
| Fläche:             | Fläche der Gerichtsbezirke in km² (Stand: 31. Dezember 2019)                                        |

| GRKZ | Gerichtsbezirk          | Politische(r) Bezirk(e)     | Bevölkerung | Fläche in km² |
| ---- | ----------------------- | --------------------------- | ----------- | ------------- |
| 5022 | Hallein                 | Hallein                     | 61.687      | 668,35        |
| 5011 | Salzburg                | Salzburg, Salzburg-Umgebung | 191.613     | 169,73        |
| 5043 | Sankt Johann im Pongau  | St. Johann im Pongau        | 83.194      | 1.755,37      |
| 5036 | Seekirchen am Wallersee | Salzburg-Umgebung           | 124.371     | 900,39        |
| 5051 | Tamsweg                 | Tamsweg                     | 20.483      | 1.019,65      |
| 5064 | Zell am See             | Zell am See                 | 90.131      | 2.641,07      |

### Ehemalige Gerichtsbezirke
Die Tabelle enthält im Einzelnen folgende Informationen:
| Gerichtsbezirk:     | Name des Gerichtsbezirkes                                                        |
| Landesgericht:      | Landesgericht, dem das Bezirksgericht unterstellt war                            |
| Politischer Bezirk: | Politischer Bezirk, in dem der Gerichtsbezirk zuständig war                      |
| Auflösung:          | Datum, mit dem die Auflösung des Gerichtsbezirkes rechtswirksam wurde            |
| Zugewiesen zu:      | Gerichtsbezirk, dem das Gebiet des aufgelösten Gerichtsbezirkes zugewiesen wurde |

| Gerichtsbezirk                 | Landesgericht | Politischer Bezirk     | Auflösung    | Zugewiesen zu           |
| ------------------------------ | ------------- | ---------------------- | ------------ | ----------------------- |
| Abtenau                        | Salzburg      | Hallein                | 1. Jän. 2003 | Hallein                 |
| Gastein                        | Salzburg      | Sankt Johann im Pongau | 1. Jän. 2003 | Sankt Johann im Pongau  |
| Goldegg                        | Salzburg      | Sankt Johann im Pongau | 1854         | Sankt Johann im Pongau  |
| Golling                        | Salzburg      | Hallein                | 1. Juni 1923 | Hallein                 |
| Großarl                        | Salzburg      | Sankt Johann im Pongau | 1854         | Sankt Johann im Pongau  |
| Lofer                          | Salzburg      | Zell am See            | 1. Juni 1923 | Saalfelden              |
| Mattsee                        | Salzburg      | Salzburg-Umgebung      | 1. Juni 1923 | Salzburg                |
| Mittersill                     | Salzburg      | Zell am See            | 1. Jän. 2005 | Zell am See             |
| Neumarkt bei Salzburg          | Salzburg      | Salzburg-Umgebung      | 1. März 2023 | Seekirchen am Wallersee |
| Oberndorf (bis 1858 Weitwörth) | Salzburg      | Salzburg-Umgebung      | 1. März 2023 | Seekirchen am Wallersee |
| Radstadt                       | Salzburg      | Sankt Johann im Pongau | 1. Jän. 2005 | Sankt Johann im Pongau  |
| Saalfelden                     | Salzburg      | Zell am See            | 1. Juli 2017 | Zell am See             |
| Sankt Michael im Lungau        | Salzburg      | Tamsweg                | 1. Feb. 1962 | Tamsweg                 |
| Sankt Gilgen                   | Salzburg      | Salzburg-Umgebung      | 1. Jän. 2003 | Thalgau                 |
| Taxenbach                      | Salzburg      | Zell am See            | 1. Jän. 2003 | Zell am See/Saalfelden  |
| Thalgau                        | Salzburg      | Salzburg-Umgebung      | 1. März 2023 | Seekirchen am Wallersee |
| Werfen                         | Salzburg      | Sankt Johann im Pongau | 1. Jän. 2003 | Sankt Johann im Pongau  |

## Nachweise und Quellen
- Klassifikationen: Gerichtsbezirke. Statistik Austria, Tabellen, Thematische Karten, weitere Informationen (österreichweit).
- Gemeindeverzeichnis. Statistik Austria, Stand: 1. Jänner 2010, Wien 2010.
- Kurt Klein (Bearb.): Historisches Ortslexikon. Statistische Dokumentation zur Bevölkerungs- und Siedlungsgeschichte. Hrsg.: Vienna Institute of Demography [VID] d. Österreichische Akademie der Wissenschaften. Salzburg (Onlinedokument, Erläuterungen. Suppl.; beide PDF – o.D. [aktual.]). Datenbestand: 30. Juni 2011

1. ↑  „Allgemeines Landes-Gesetz- und Regierungsblatt für das Kronland Oesterreich ob der Enns. XV. Stück. 166. Erlaß des k. k Oberlandesgerichtes für die Kronländer Oesterreich ob der Enns und Salzburg vom 6. Mai 1850, Z. 189.“ auf ALEX – Historische Rechts- und Gesetzestexte Online
2. ↑  „Allgemeines Landes-Gesetz- und Regierungsblatt für das Kronland Österreich ob der Enns. XXV. Stück.“: 288. „Erlaß des k. k. Oberlandesgerichtes vom 4. Juli 1850, Z. 2147, …“
3. ↑  „Landes-Regierungsblatt für das Herzogthum Salzburg. Jahrgang 1854. I. Abtheilung. IV. Stück.“: 32. „Verordnung der Minister des Inneren, der Justiz und der Finanzen vom 30. Jänner 1854, betreffend die gerichtliche und politische Organisirung des Herzogthumes Salzburg.“
4. ↑  „Landes-Regierungsblatt für das Herzogthum Salzburg. Jahrgang 1854. II. Abtheilung. VII. Stück.“: 7. „Erlaß der k. k. Organisirungs-Landescommission vom 14. März 1854, betreffend die politische und gerichtliche Organisirung des Herzogthumes Salzburg.“
5. ↑  „Reichs-Gesetz-Blatt für das Kaiserthum Oesterreich. Jahrgang 1868. XVII. Stück.“ 44. „Gesetz vom 19. Mai 1868 über die Einrichtung der politischen Verwaltungsbehörden …“, § 10 ff
6. ↑  „Gesetze und Verordnungen für das Herzogthum Salzburg. Jahrgang 1867. V. Stück.“: 9. „Verlautbarung des Präsidiums des k. k. österr. Oberlandesgerichtes Wien vom 8. Februar 1867, Zahl 660|Präs., über die Aufstellung von reinen Bezirksgerichten im Herzogthume Salzburg und über die Standorte und den Umfang dieser Bezirksgerichte.“
7. ↑  „Gesetze und Verordnungen für das Herzogthum Salzburg. Jahrgang 1869. XXV. Stück.“: 29. „Verordnung des Justiz-Ministeriums vom 26. September 1869 Zahl 12005, betreffend die Wiedererrichtung der Bezirksgerichte Lofer, St. Michael und Thalgau in Salzburg“.
8. ↑  „Reichsgesetzblatt für das Kaiserthum Österreich. Jahrgang 1869. LXXVIII. Stück.“: 178. „Verordnung des Justizministeriums vom 9. December 1869, betreffend den Beginn der Amtswirksamkeit der Bezirksgerichte Lofer, St. Michael und Thalgau in Salzburg“.
9. ↑  BGBl. Nr. 187/1923: „Verordnung der Bundesregierung vom 29. März 1923, betreffend die Auflassung von Bezirksgerichten“
10. ↑  BGBl. Nr. 308/1961: „Bundesgesetz vom 14. Dezember 1961 über die Auflassung der Bezirksgerichte Gaming, Geras, Gutenstein, Kirchberg an der Pielach, Pöggstall und St. Michael im Lungau.“
11. ↑  BGBl. II Nr. 287/2002: „Verordnung der Bundesregierung über die Zusammenlegung von Bezirksgerichten und über die Sprengel der verbleibenden Bezirksgerichte im Bundesland Salzburg (Bezirksgerichte-Verordnung Salzburg)“
12. ↑  Neuordnung der Bezirksgerichte in Salzburg (Memento vom 23. August 2018 im Internet Archive) auf dem Unternehmensservice Portal, abgerufen am 17. April 2016
13. ↑  Bezirksgerichte Flachgau: Ministerrat beschließt Neubau eines Bezirksgerichts in Seekirchen auf www.ots.at am 12. Jänner 2016.
14. ↑  Seekirchen wird neuer Standort für Bezirksgericht Flachgau auf salzburg.com am 20. November 2015.
15. ↑  Bezirksgericht Flachgau in Seekirchen auf salzburg.orf.at am 20. November 2015.
16. ↑  Statistik Austria – Bevölkerung zu Jahresbeginn nach administrativen Gebietseinheiten (Bundesländer, NUTS-Regionen, Bezirke, Gemeinden) 2002 bis 2024 (Gebietsstand 1.1.2024) (ODS)
17. ↑  Regionalinformation, bev.gv.at (1.094 kB); abgerufen am 10. Jänner 2020